# Arsènic
L'arsènic és un element químic de la taula periòdica el símbol del qual és As i el nombre atòmic és 33. També se'l pot anomenar arseni.
És un element essencial per a la vida i la seva deficiència pot donar lloc a trastorns, però no es coneix amb precisió la funció biològica. La ingesta diària de fins a 15 μg pot consumir-se sense problemes en la dieta diària en carns, peixos, vegetals i cereals; sent els peixos i crustacis els que més contingut d'arsènic presenten.
El seu nom prové del persa zarnikh, ‘orpiment groc’.
Es coneixen compostos d'arsènic des de l'antiguitat, sent extremadament tòxics, encara que s'empren com a components en alguns medicaments. És usat per a la fabricació de semiconductors i com a component de semiconductors III-V com el arseniur de gal·li.
És molt comú en l'atmosfera terrestre, en roca i en sòl, en la hidrosfera i la biosfera. És portat a l'entorn a través d'una combinació de processos com:
- Naturals com la meteorització, activitat biològica, emissions volcàniques
- Antropogènics com l'activitat minera, ús de combustibles fòssils, ús de pesticides, herbicies, etc.

## Història

Símbol de l'arsènic, usat pels alquimistes

L'arsènic (del grec άρσενιχόν, orpiment) es coneix des de temps remots el mateix que alguns dels seus compostos, especialment els sulfurs. Diògenes Laerci i Plini el Vell coneixien les propietats de l'orpiment i el realgar (sulfur d'arsènic, AsS) i Cels Aurelià, Galè i Isidor Largus sabien dels seus efectes irritants, tòxics, corrosius i insecticides i van observar les seves virtuts contra la tos, afeccions de la veu i les dispnees. Els metges àrabs van usar també els compostos d'arsènic en fumigacions, píndoles i pocions i també en aplicacions externes. Durant l'edat mitjana els compostos arsenicals van caure en l'oblit quedant relegats als remeiers que els prescrivien contra l'escròfula i la hidrocele.
Roger Bacon i Albert Magne van aprofundir en el seu estudi —es creu que aquest últim va ser el primer a aïllar l'element l'any 1250— i Paracels va fer de l'arsènic una panacea. El primer que el va estudiar amb detall va ser Brandt en 1633 i Schroeder el va obtindre el 1649 per l'acció del carbó sobre l'àcid arsènic. A Berzelius es deuen les primeres investigacions sobre la composició dels compostos de l'arsènic.
Al segle xviii els arsenicals van aconseguir un lloc de primer orde en la terapèutica fins que van ser substituïts per les sulfamides i els antibiòtics.

## Abundància i obtenció

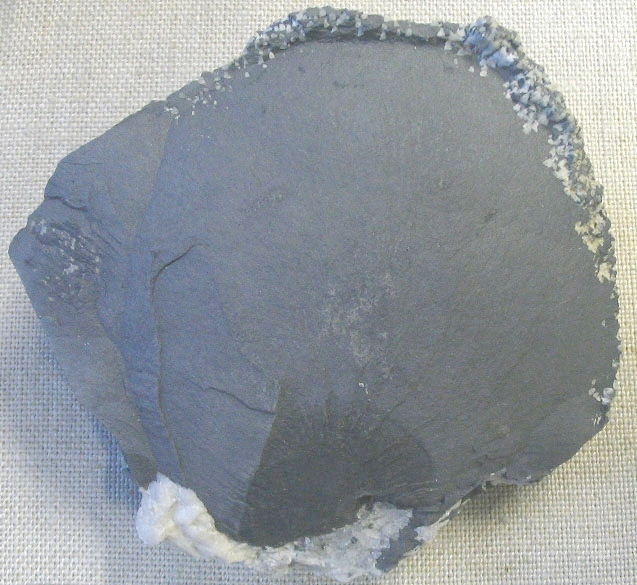
Arsènic natiu

És el 20è element en abundància de l'escorça terrestre i es troba en forma nadiua i, principalment, en forma de sulfur en una gran varietat de minerals que contenen coure, plom, ferro (arsenopirita o mispickel), níquel, cobalt i altres metalls.
En la fusió de minerals de coure, plom i cobalt i or s'obté triòxid d'arsènic que es volatilitza en el procés i és arrossegat pels gasos de la xemeneia que poden arribar a contenir més d'un 30% de triòxid d'arsènic. Els gasos de la xemeneia es refinen posteriorment mesclant-los amb petites quantitats de galena o pirita per a evitar la formació d'arsenits i per torrada s'obté triòxid d'arsènic entre el 90 i 95% de puresa, per sublimacions successives pot obtenir-se amb una puresa del 99%.
Reduint l'òxid amb carbó s'obté el metal·loide, no obstant la majoria de l'arsènic es comercialitza com a òxid. Pràcticament la totalitat de la producció mundial d'As metall és xinesa, que és també el major productor mundial de triòxid d'arsènic.
Segons dades del servei de prospeccions geològiques nord-americanes (U.S. Geological Survey) les menes de coure i plom contenen aproximadament 11 milions de tones d'arsènic, especialment al Perú i les Filipines, i el metal·loide es troba associat amb dipòsits de coure-or a Xile i d'or al Canadà.
Altres mierals d'arsènic, són la farmacolita CaH[AsO₄]·2H₂O del grup dels arsenats, l'estibarseni (AsSb), etc.

## Característiques principals
L'arsènic presenta tres estats al·lotròpics, gris o metàl·lic, groc i negre. L'arsènic gris metàl·lic (forma α) és la forma estable en condicions normals i té estructura romboèdrica, és un bon conductor de la calor però un mal conductor elèctric, la seva densitat és de 5,73 g/cm³, i perd el llustre metàl·lic exposat a l'aire.
L'arsènic groc (forma γ) s'obté quan el vapor d'arsènic es refreda ràpidament. És extremadament volàtil i més reactiu que l'arsènic metàl·lic i presenta fosforescència a temperatura ambient. El gas està constituït per molècules tetraèdriques d'As₄ de forma anàloga al fòsfor i el sòlid format per la condensació del gas té estructura cúbica, és de textura sabonosa i té una densitat aproximada d'1,97 g/cm³. Exposat a la llum o a la calor reverteix a la forma estable (gris). També es denomina arsènic groc a l'orpiment, mineral de trisulfur d'arsènic (As₂S₃).
Una tercera forma al·lotròpica, l'arsènic negre (forma β) d'estructura hexagonal i densitat 4,7g/cm³, té propietats intermèdies entre les formes al·lotròpiques descrites i s'obté en la descomposició tèrmica de l'arsà (hidrur d'arsènic, AsH₃) o bé refredant lentament el vapor d'arsènic.
Totes les formes al·lotròpiques excepte la gris no tenen llustre metàl·lic i tenen molt poca conductivitat elèctrica, per la qual cosa l'element es comportarà com a metall o no-metall en funció, bàsicament, del seu estat d'agregació.
A pressió atmosfèrica l'arsènic sublima a 613 °C, i a 400 °C crema amb flama blanca formant el sesquiòxid As₄O₆. Reacciona violentament amb el clor i es combina, a l'escalfar-se, amb la majoria dels metalls per a formar l'arsenur corresponent i amb el sofre. No reacciona amb l'àcid clorhídric en absència d'oxigen, però sí amb l'àcid nítric calent, ja sigui diluït o concentrat i amb altres oxidants com el peròxid d'hidrogen (H₂O₂), àcid perclòric, etc. És insoluble en aigua però molts dels seus compostos són solubles en aigua.
És un element químic essencial per a la vida encara que tant l'arsènic com els seus compostos són extremadament verinosos.

## Isòtops
L'arsènic 73 s'usa com a traçador per a estimar la quantitat d'arsènic absorbit per l'organisme i l'arsènic 74 en la localització de tumors cerebrals.

## Aplicacions
- Conservant de la fusta (arsenat de coure i crom), ús que representa, segons algunes estimacions, prop del 70% del consum mundial d'arsènic.
- L'arsenur de gal·li és un important material semiconductor emprat en circuits integrats més ràpids, i cars, que els de silici. També s'usa en la construcció de díodes làser i LED.
- Additiu en aliatges de plom i llautons.
- Insecticida (arsenat de plom), herbicides (arsenit de sodi) i verins: A principis del segle xx s'usaven compostos inorgànics però el seu ús ha desaparegut pràcticament en benefici de compostos orgànics (derivats metílics).[9]
- El disulfur d'arsènic s'usa com a pigment i en pirotècnia.
- Decolorant en la fabricació del vidre (triòxid d'arsènic).
- Històricament l'arsènic s'ha emprat amb fins terapèutics pràcticament abandonats per la medicina occidental encara que recentment s'ha renovat l'interès pel seu ús com demostra el cas del triòxid d'arsènic per al tractament de pacients amb leucèmia promielocítica aguda.

## Metabolisme i toxicitat
Encara que l'arsènic s'associa amb la mort, concretament amb el crim, és un element essencial per a la vida i la seva deficiència pot donar lloc a diverses complicacions. La ingesta diària de 12 a 15 µg pot obtindre's sense problemes amb la dieta diària de carns, peixos, vegetals i cereals, sent els peixos i crustacis els que més contingut d'arsènic presenten generalment en forma d'arsenobetaina menys tòxica que l'arsènic inorgànic.
En les persones, les formes inorgàniques solubles de l'arsènic s'absorbeixen ràpidament després de la ingestió. Les formes orgàniques s'absorbeixen en un 70%. Les formes inorgàniques es distribueixen per tots els òrgans, travessen la barrera placentària i es metabolitzen passant les formes pentavalents a trivalents i aquestes a formes orgàniques mitjançant metilació.
L'arsènic i els seus compostos són extremadament tòxics, especialment l'arsènic inorgànic, el qual va ser el primer compost identificat com a cancerigen per a les persones. Indueix el càncer de pell, de pulmó, de bufeta urinària i, amb poca evidència, els de ronyó, fetge i pròstata. L'exposició crònica, a través de l'aigua de consum, pot causar lesions de la pell, ronyó, fetge, medul·la òssia i trastorns neurològics. L'exposició aguda causa vòmits, dolors abdominals i diarrea.
L'Organització Mundial de la Salut va establir la concentració màxima d'arsènic en l'aigua de consum humà en 10μg/L, que era el límit de detecció de la tècnica disponible aleshores. Aquesta és la concentració que s'ha establert i que està vigent encara en la normativa europea per a les aigües embotellades i les destinades al consum humà. No obstant això, el 2001 l'OMS va declarar que s'hauria d'establir una concentració més baixa.
A Bangladesh es va produir una intoxicació massiva, la major de la història, a causa de la construcció d'infinitat de pous d'aigua instigada per les ONG occidentals que han resultat estar contaminats afectant una població de centenars de milers de persones.
Altres aliments, sobretot, aquells d'origen aquàtic també han presentat grans concentracions del metal·loide. Un exemple, és l'alga Iziki. Forma part de la dieta japonesa i el seu consum ha esdevingut una problemàtica sanitària en la regió.

### Tipus d'intoxicació
Intoxicació aguda
L'arsènic en grans quantitats afecta la via digestiva, presentant-se com un quadre gastrointestinal amb dolors abdominals, vòmits, diarrees i deshidratació. La pèrdua de sensibilitat en el sistema nerviós perifèric és l'efecte neurològic més freqüent; apareix una a dues setmanes després de grans exposicions. Els símptomes de la intoxicació aguda poden aparèixer en minuts o bé moltes hores després de la ingestió d'entre 100 i 300 mg d'As, encara que també és possible la inhalació de pols d'As o l'absorció cutània.
Intoxicació crònica
La ingestió d'arsènic durant un temps prolongat i dosis repetitives, apareixeran símptomes com: fatiga, gastroenteritis, leucopènia, anèmia, hipertensió, alteracions cutànies. En la majoria dels casos els símptomes presentats per intoxicació crònica per arsènic es relacionen a la simptomatologia general d'algunes malalties comunes, a causa d'això cal fer un seguiment de l'origen de la font contaminada per arsènic i una sèrie d'anàlisis mèdiques que quantifiquin la concentració d'aquest a l'organisme.

## Arsènic en aliments
L'arsènic es troba omnipresent en els aliments, ja que quantitats mínimes del mateix s'incorporen per contaminació.
L'arsènic pot estar present als aliments per diverses causes, aquestes es mostren a la Taula II.
Taula II.
- Principals causes de la presència d'arsènic als aliments

### Residus d'usos industrials
- Producció d'acers especials.
- Fabricació de pintures, vidre i esmalts.

### Residus d'usos agrícoles i àrees relacionades
- Herbicides, fungicides.
- Insecticides, rodeïdes.
- Fosfats que contenen arsènic.

### Suplementació mineral dels pinsos
Utilització d'àcid arsanílic en l'alimentació de porcs i aus de corral per promoure'n el creixement.

### Residus d'usos farmacèutics
Utilitzat en el tractament de malalties parasitàries.

### Residus emesos directament a l'atmosfera
Gasos de combustió del carbó i gasos industrials.
Els aliments que arriben al consumidor són producte d'una llarga cadena de producció, preparació i processat, durant la qual poden ser contaminats per elements metàl·lics, com per exemple d'arsènic. Aquests elements es troben presents en tota la biosfera, escorça terrestre, aigües, sòls, atmosfera.
La quantitat d'arsènic ingerida per l'home depèn de quins aliments prengui i en quina quantitat, podent assolir continguts màxims de fins 40 µg/g.

## Publicacions originals
- Amini, Manouchehr; Mueller, Kim; Abbaspour, Karim C.; Rosenberg, Thomas; Afyuni, Majid «Statistical Modeling of Global Geogenic Fluoride Contamination in Groundwaters» (en anglès). Environmental Science & Technology, 42, 10, 5-2008, pàg. 3662–3668. DOI: 10.1021/es071958y. ISSN: 0013-936X.
- Amini, Manouchehr; Abbaspour, Karim C.; Berg, Michael; Winkel, Lenny; Hug, Stephan J. «Statistical Modeling of Global Geogenic Arsenic Contamination in Groundwater» (en anglès). Environmental Science & Technology, 42, 10, 5-2008, pàg. 3669–3675. DOI: 10.1021/es702859e. ISSN: 0013-936X.
- Winkel, Lenny; Berg, Michael; Amini, Manouchehr; Hug, Stephan J.; Annette Johnson, C. «Predicting groundwater arsenic contamination in Southeast Asia from surface parameters» (en anglès). Nature Geoscience, 1, 8, 8-2008, pàg. 536–542. DOI: 10.1038/ngeo254. ISSN: 1752-0894.
- RRodríguez-Lado, Luis; Sun, Guifan; Berg, Michael; Zhang, Qiang; Xue, Hanbin «Groundwater Arsenic Contamination Throughout China» (en anglès). Science, 341, 6148, 23-08-2013, pàg. 866–868. DOI: 10.1126/science.1237484. ISSN: 0036-8075. El principal avantatge d'aquesta aproximació és que permet establir, per a cada zona d'extracció, la probabilitat que l'aigua estigui contaminada o no, cosa que facilita els treballs de mostreig i la identificació de noves àrees potencialment contaminades.
- L'any 2016 aquest grup d'investigadors va posar a disposició pública els coneixements adquirits per mitjà de la plataforma Groundwater Assessment Platform GAP (www.gapmaps.org). Aquesta plataforma permet a experts de tot el món, utilitzar i visualitzar dades analítiques pròpies, per tal d'elaborar mapes de risc per a una zona d'interès determinada. La plataforma GAP funciona alhora com un fòrum de discussió per a l'intercanvi de coneixements, per tal de continuar desenvolupant i perfeccionant els mètodes per a l'eliminació de substàncies nocives de les aigües destinades al consum humà.